# Bundesratsinitiative
Mittels einer Bundesratsinitiative haben die Länder in Deutschland die Möglichkeit, über den Bundesrat auf die Bundesgesetzgebung und die Bundespolitik Einfluss zu nehmen. Dabei wird häufig bereits der Antrag eines einzelnen Landes als Bundesratsinitiative bezeichnet, und nicht nur ein vom Bundesratsplenum beschlossener Gesetzentwurf.

## Rechtsetzungsinitiativen
Der Bundesrat hat neben der Bundesregierung und den Mitgliedern des Bundestages das Recht zur Gesetzesinitiative, d. h. die Möglichkeit, Gesetzentwürfe beim Deutschen Bundestag einzubringen. Beschließt der Bundesrat einen Gesetzentwurf, muss die Bundesregierung diesen innerhalb von sechs Wochen dem Bundestag zuleiten. Dieser hat in angemessener Frist zu beraten und Beschluss zu fassen. Von den 100 vom Bundesrat als Gesetzentwurf beschlossenen Vorlagen der 16. Legislaturperiode sind lediglich 19 verabschiedet und vom Bundespräsidenten ausgefertigt und im Gesetzesblatt verkündet worden. Jedoch erhalten auch die abgelehnten Bundesratsinitiativen eine gewisse politische Aufmerksamkeit und ihre Anliegen werden manchmal ganz oder teilweise in spätere Gesetzentwürfe der Bundesregierung übernommen.
Der Bundesrat kann außerdem der Bundesregierung Vorlagen für den Erlass von Rechtsverordnungen zuleiten und sie somit auffordern, Rechtsverordnungen zu erlassen oder zu ändern. Dieses Recht besteht seit der Verfassungsreform von 1994.

## Entschließungen
Neben den Gesetzesinitiativen im eigentlichen Sinn werden auch regelmäßig Entschließungsanträge als Bundesratsinitiativen bezeichnet und entsprechend in den Auflistungen der Länder geführt.
Wie jedes Parlament kann der Bundesrat Entschließungen oder Resolutionen verabschieden, auch wenn dies nicht ausdrücklich im Grundgesetz geregelt ist. Ziel von Resolutionen und Entschließungen ist es, die zuständigen Entscheidungsorgane oder die Öffentlichkeit zu beeinflussen und Anstöße zu geben. Entschließungen werden gefasst, um die Haltung des Bundesrates sichtbar festzulegen, aber auch um die Bundesregierung zu Initiativen zu veranlassen oder auf Versäumnisse aufmerksam zu machen. Adressat der Entschließungen des Bundesrates ist häufig die Bundesregierung, da diese Gesetzentwürfe erarbeiten, exekutiv handeln oder Einfluss auf europäischer Ebene nehmen kann. Dem Bundesrat steht es jedoch frei, seine Forderungen auch direkt an den Deutschen Bundestag, die Europäische Kommission oder andere Institutionen zu richten.

## Sonstiges
Das Grundgesetz kennt noch weitere Initiativrechte des Bundesrates, wie etwa die Präsidentenanklage, Wahl- und Vorschlagsrechte. Diese haben in der Praxis wenig politische Bedeutung oder werden aufgrund von Konsensverfahren ausgeübt und werden deshalb kaum mit dem Begriff der Bundesratsinitiative in Zusammenhang gebracht.